# Errol Brown
Lester Errol Brown MBE (Kingston, 12 de novembro de 1943 — Nassau, 6 de maio de 2015), artisticamente conhecido por Errol Brown, foi um cantor e compositor britânico, ex-vocalista do grupo Hot Chocolate.

## Carreira
Jamaicano de nascimento, mudou-se para o Reino Unido aos 12 anos. Iniciou a carreira musical em 1969, gravando uma versão em reggae de Give Peace a Chance, de John Lennon, com alguns amigos. Brown preferiu não mudar a letra sem a permissão de Lennon, mas enviou uma cópia à gravadora Apple, e a versão foi aprovada pelo Beatle.
Com a canção "It Started With a Kiss", de 1982, Brown se destacou na carreira quando era o vocalista do Hot Chocolate, onde permaneceria até 1986, quando decidiu seguir carreira solo, tendo emplacado sucessos como "You Sexy Thing", "Emma", "So You Win Again" e "Brother Louie".
Ligado ao Partido Conservador, onde chegou a fazer parte de uma conferência, Brown compareceu ainda ao casamento do Príncipe Charles com a Princesa Diana, em 1981.
Por suas contribuições para a música britânica, Brown foi agraciado com a Ordem do Império Britânico, em 2003.

## Morte
Errol Brown faleceu aos 71 anos, em Nassau, Bahamas. Ele, que lutava contra um câncer no fígado, deixou a esposa, Ginette, e duas filhas (Colette e Leonie).